# Edmond Harnie
Edmond Harnie (Halle, 18 september 1920 – aldaar, 14 oktober 2016) was een Belgisch jazztrompettist.
Hij werd op jonge leeftijd beroepsmuzikant, en speelde voor de Tweede Wereldoorlog in de band van saxofonist Fud Candrix. Na de oorlog speelde hij in Frankrijk in de bands van Eddie Warner en Jacques Hélian, in België trad hij op met Francis Bay, in Duitsland met Werner Müller. Hij woonde hiervoor enige tijd in Berlijn, waar hij in contact kwam met Francy Boland, met wie hij op tournee vertrok. Terug in België trad hij op met Sadi. Tevens werd hij lead-trompettist in het BRT Jazzorkest, een positie die hij 20 jaar zou vertolken.
Hardie speelt mee op verschillende platenopnames, waaronder Sadi's 'Swing a little', opnames van de bigband van Etienne Verschueren en de soundtrack van de film Just Friends.
In 2000 kreeg hij een lifetime achievement award op de uitreiking van de Gouden Django's.